# Muuraissaari (ö i Norra Savolax, Kuopio, lat 63,19, long 28,28)
Muuraissaari är en ö i Finland. Den ligger i sjön Vuotjärvi och i kommunen Kuopio i den ekonomiska regionen  Kuopio ekonomiska region  och landskapet Norra Savolax, i den centrala delen av landet, 400 km nordost om huvudstaden Helsingfors. Öns area är 1 hektar och dess största längd är 270 meter i sydöst-nordvästlig riktning.